# Ras al-Ayn (Hasaka)
Ras al-Ayn (en árabe: رأس العين‎ Ra's al 'Ayn, en kurdo: Serêkanîye, en siríaco clásico: ܪܝܫ ܥܝܢܐ Rēš 'Aynā) es una ciudad de Siria y la capital del distrito homónimo, perteneciente a la gobernación de Hasaka. Ras al-Ayn tiene una altitud media de 360 m y una población de 55.247 habitantes, con una mezcla heterogénea de asirios, árabes, kurdos, armenios y chechenos. Forma una ciudad dividida con Ceylanpinar en Turquía, y contiene un paso fronterizo.

## Historia
La antigua ciudad neoasiria de Sikan se encuentra en el extremo sur del montículo en Ras al-Ayn. Su localización está cerca del pueblo actual de Tell el Fakhariya, donde, en 1970, se descubrió una famosa estatua neoasiria de Adad-it'i/Hadd-yith'i, el rey de Guzana y Sikan, con una inscripción bilingüe en el dialecto asirio acadio y en arameo, la inscripción en arameo más antigua. La estatua fue inscrita como objeto votivo hacia Hadad, cuyo nombre llevaba el donante. Está datada de alrededor del 850 a. C., aunque también se ha propuesto el siglo XI a. C. como posible fecha.
En la antigüedad era conocida como "Resaina", "Ayn Warda" y "Teodosiópolis", llamada por el emperador bizantino Teodosio I, quién le concedió derechos de ciudad al asentamiento. El último nombre también fue compartido con la ciudad armenia de Karin (actualmente Erzurum) por lo que es difícil distinguir entre las dos ciudades. Los sasánidas destruyeron la ciudad dos veces, una en el 578 y la otra en el 580, antes de reconstruirla. La ciudad cayó a manos de los árabes en el 640, quienes confiscaron partes de la ciudad abandonadas por sus habitantes. Los bizantinos asaltaron la ciudad en el 942, tomando muchos prisioneros. El cruzado Joscelino I logró mantener la ciudad bajo su control brevemente en 1129 matando muchos de sus habitantes árabes. Entre los siglos XII y XIII, Ras al-Ayn fue objeto de disputa entre los zengidas, los ayubidas y los jorezmitas. Fue saqueada por Tamerlán a finales del siglo XIV, dando fin a su papel como ciudad importante en la zona de Al Jazeera.
En su apogeo, la ciudad tenía un obispado ortodoxo sirio y muchos monasterios. La ciudad también tenía dos mezquitas y una iglesia siríaca oriental, junto con numerosas escuelas, baños y jardines.

## Manantiales
Ras al-Ayn tiene más de 100 manantiales naturales. El más famoso es el de Nab'a al-Kebreet, una fuente termal con un contenido en minerales muy alto, desde calcio hasta litio, e incluso radio. 